# Dantebad

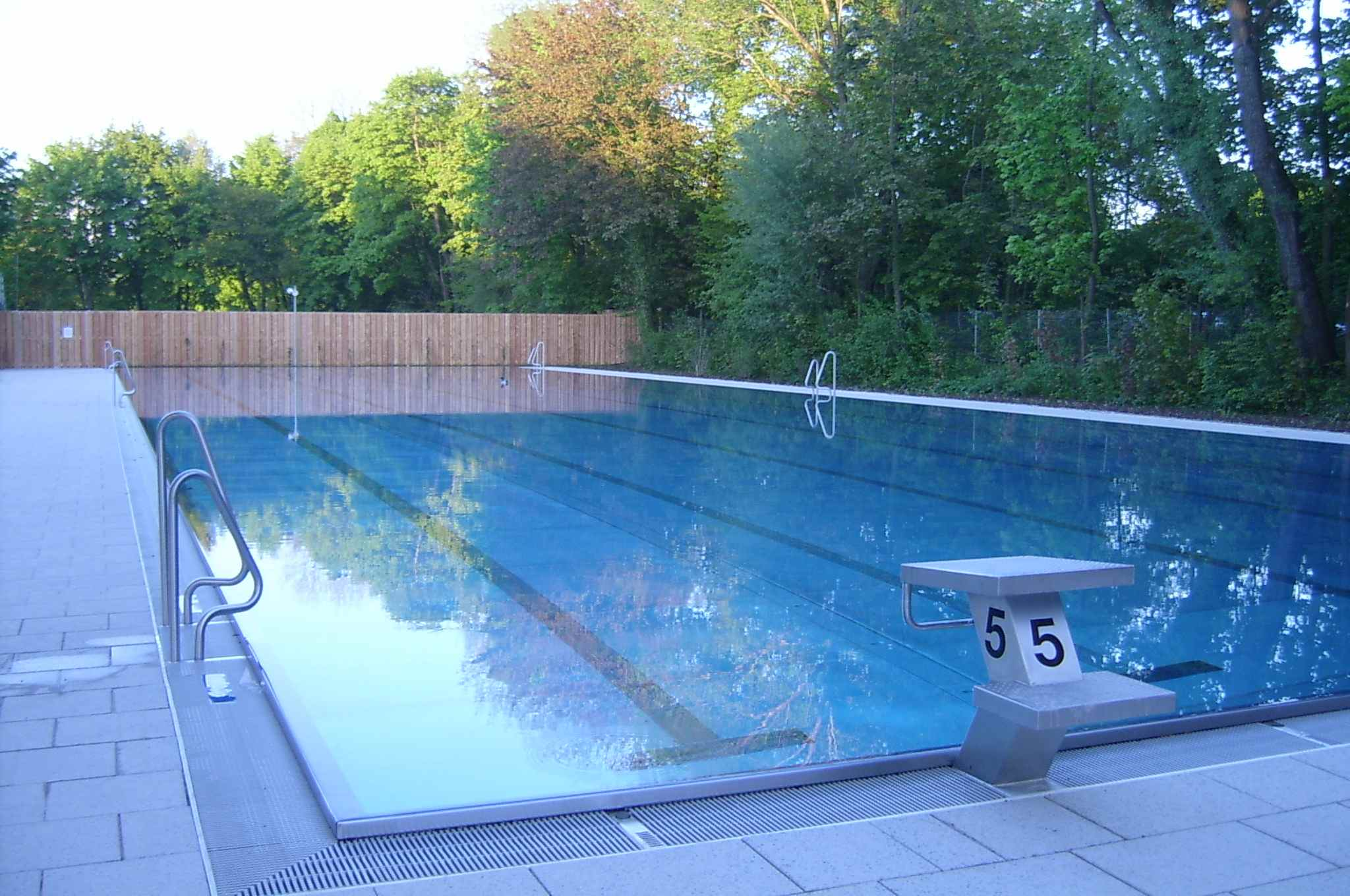
Das 50-m-Becken im Sommerbad (ca. 24 °C)

Das Dantebad ist ein Freibad im Münchner Stadtteil Gern im Stadtbezirk Neuhausen-Nymphenburg. Es wird sowohl im Sommer wie im Winter betrieben und liegt direkt neben dem Dantestadion an der nach Dante Alighieri benannten Dantestraße. Betreiber des Schwimmbades sind die Stadtwerke München (SWM).

## Beschreibung
Im Sommer bietet es mehrere Schwimmbecken, darunter ein wettkampftaugliches 50-m-Becken, und einen FKK-Bereich mit eigenem 25-m-Schwimmbecken im Südosten des Geländes. Im Winter (seit 1965) ist das Dantebad ein Warmfreibad: Das 50-m-Becken im Stadionbereich ist dann auf ca. 30 °C beheizt (Sommerbetrieb 27 °C). Wellnessbecken (ca. 34 °C), Dimension 22 × 22 m, mit Sprudelliegen, Massagedüsen, Sprudelgrotte, Strömungskanal und Wasserpilz. Zudem gibt es im Sommerbetrieb ein 30-m-Nichtschwimmerbecken mit Breitwasserrutsche (ca. 24 °C). Ganzjährig betrieben wird die Saunalandschaft mit finnischer Sauna (ca. 95 °C), Sanarium (ca. 60 °C), Dampfbad (ca. 45 °C), Kneippbereich, Fußbadrondell, Freilufthof mit Blockhaussauna (ca. 95 °C) und großem Tauchbecken (ca. 15 °C).
Eine Besonderheit ist der großzügige Tribünenbereich, der für die Olympischen Sommerspiele 1972 errichtet wurde. Diese Tribüne wird gerne als Sonnenbadeplatz genutzt.
Im Eingangsbereich zum Stadionbereich gibt es einen Fitnessraum mit rund einem Dutzend Trainingsgeräten, deren Benutzung im Eintrittspreis enthalten ist. Im Saunabesuch ist das Benutzen des Schwimmbads und des Fitnessraums inbegriffen. Ebenso kann man Massagen nutzen.
Für Behinderte und Rollstuhlfahrer gibt es einen Sesselkran im Hauptbecken, um dieses barrierefrei nutzen zu können.
Im Sommer wird in Mitte des Geländes ein Snackbereich (Kiosk mit Biergarten) geöffnet. Im Winter und im Sommer nutzbar und auch von außen zugänglich ist das im ersten Stock liegende Restaurant "Hechtsprung" mit einem Blick über das ganze Bad.
Zur sportlichen Betätigung gibt es einen Kinderspielplatz, Tischtennisplätze und eine Fußballwiese.

## Geschichte

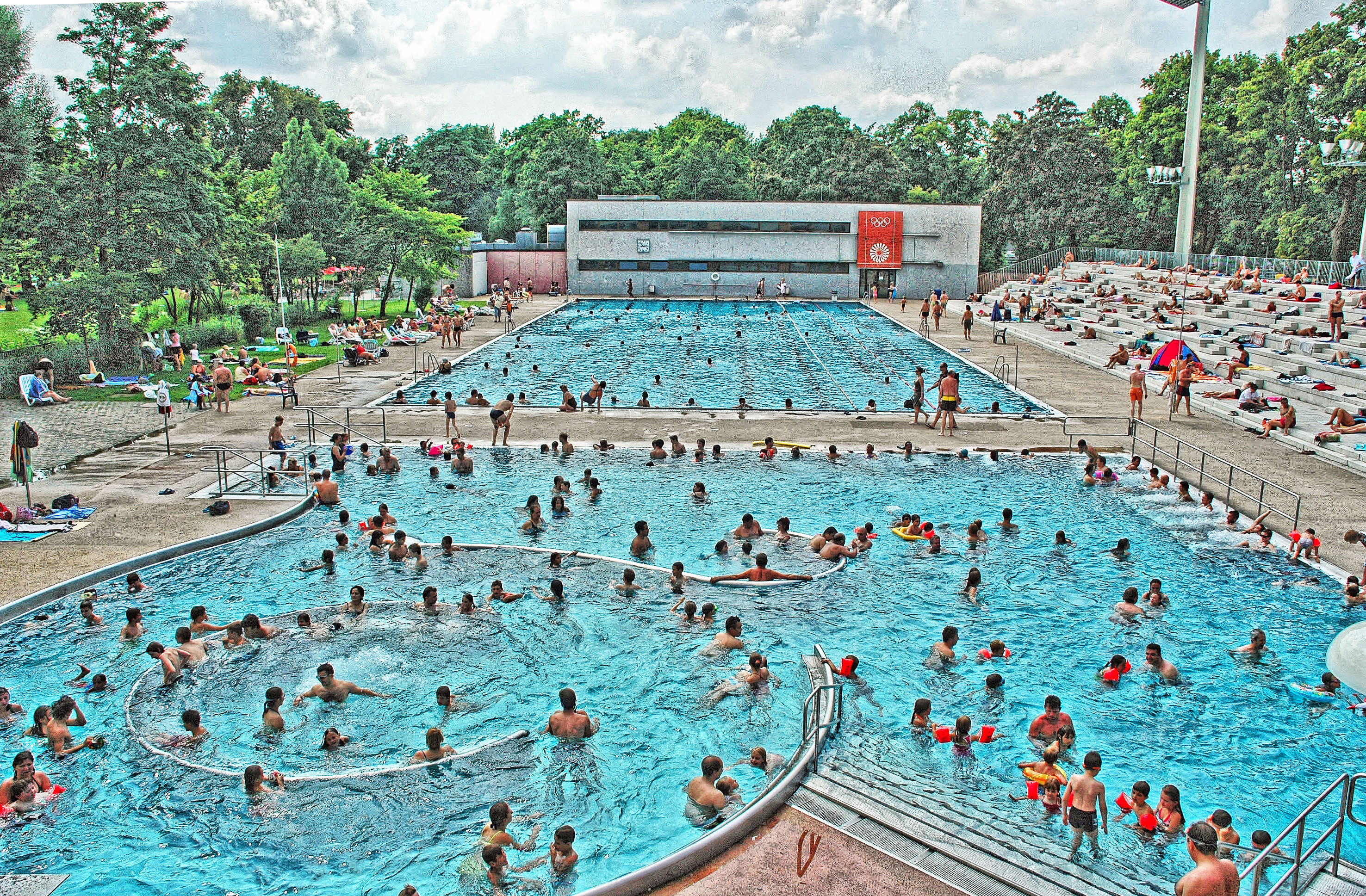
Dante-Freibad im Sommer: Im Vordergrund das Nichtschwimmerbecken und das anschließende Hauptbecken mit der Tribüne rechts, im Hintergrund die Umkleiden von den Olympischen Sommerspielen 1972

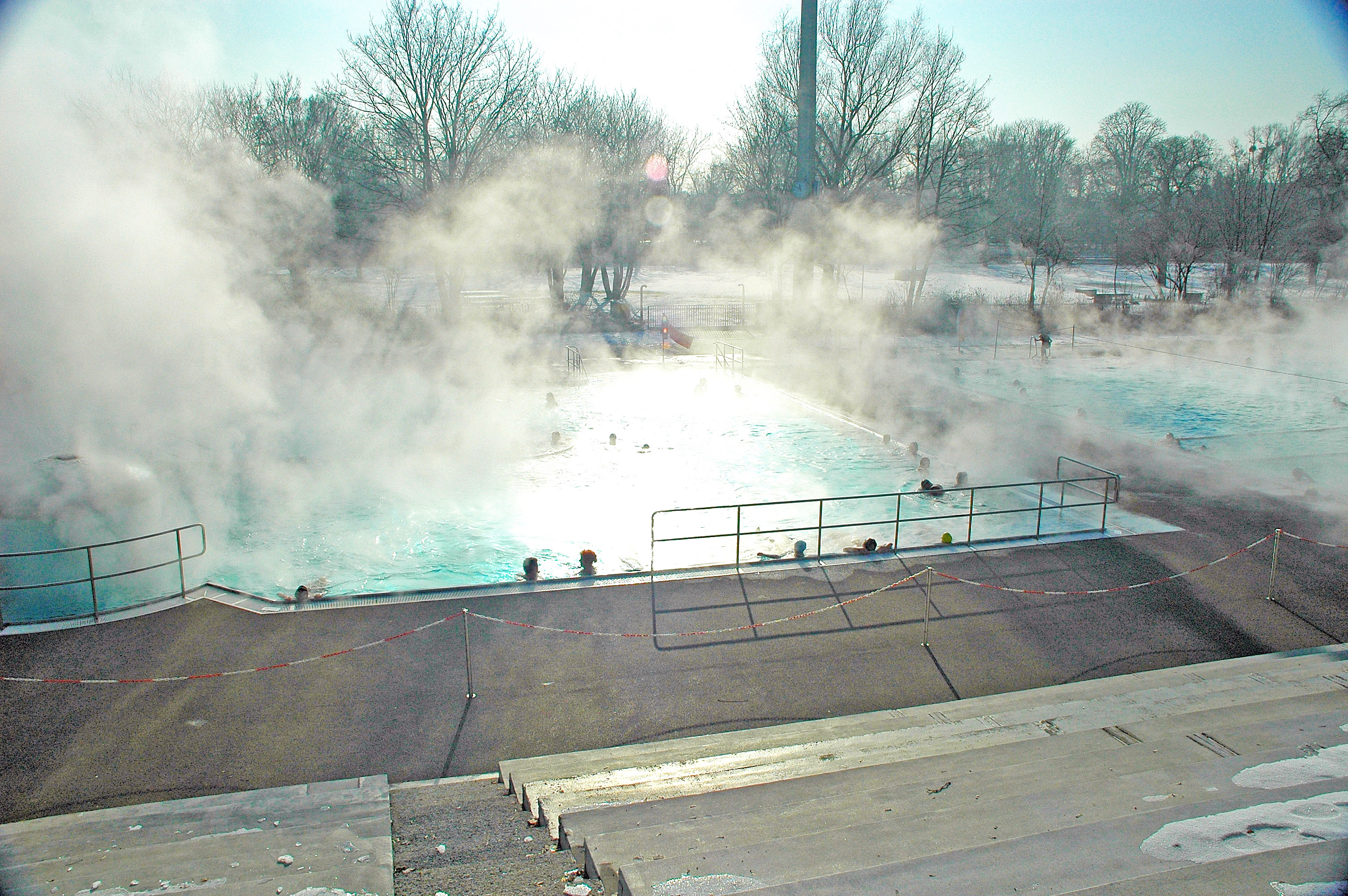
Dante-Winter-Warmfreibad im Winter (Januar bei −15 Grad Celsius)

Im Jahr 1913 wurde das städtische Dantebad als Männerbad eröffnet. Durch die Erweiterung um einen Frauen- und Mädchenbereich im Jahr 1920 wurde es für Damen und Herren zugänglich.
Bei den Olympischen Sommerspielen 1972 fanden hier die Wettbewerbe im Wasserball statt. Das Umkleidegebäude stammt von den Olympischen Sommerspielen 1972 und zeigt noch die damalige Signalisierung; ebenso stammen die Tribünen mit der Flutlichtanlage aus dieser Zeit.
In den Jahren 1999/2000 und 2007/2008 wurde das Dantebad im großen Maßstab renoviert und umgestaltet. Im Jahr 2000 erhielt es einen Wellness-Bereich mit Wassermassage und Whirlpool im Stadionbereich. Die Sommeranlagen wurden bis 2008 neu gestaltet, wobei der historische Baumbestand mit hoher Schattenwirkung weitgehend erhalten blieb. Die Wasserfläche wurde um ein Becken verkleinert, dafür wurde ein großer Kinder-Wasser-Spielbereich mit Planschbecken für Kinder neu angelegt. Die Becken wurden komplett in Stahlbauweise ohne Fliesen mit Umspüleinrichtung ausgebaut.